# Лонгин, Катя
Катя Лонгин (итал. Katia Longhin, род. 3 декабря 1975, Падуя, Венеция) — итальянская профессиональная велогонщица, выступавшая в элитной категории с 2000 по 2007 годы.

## Карьера
Лонгин участвовала в престижных международных соревнованиях, включая Джиро д’Италия Донне, Гранд Букль феминин и Трофей Альфредо Бинды — коммуны Читтильо, где в 2006 году заняла третье место. Она представляла такие команды, как S.C. Michela Fanini Rox, Selle Italia Ghezzi, A.R. Monex Women's и Top Girls Fassa Bortolo.
В 1995 году она выиграла на восьмом этапе Джиро д’Италия Донне.
Катя Лонгин стала профессиональной велогонщицей в 2000 году. В этом сезоне она выступала за команду Selle Italia Ghezzi и участвовала в Гранд Букль феминин, одной из крупнейших женских гонок того времени. Она заняла 53-е место в общем зачёте, но финишировала второй на 17-м этапе.
С 2001 по 2003 годы Лонгин выступала за итальянскую команду A.R. Monex Women’s Pro Cycling Team. В 2004–2005 годах Лонгин перешла в S.C. Michela Fanini Rox. В 2006–2007 годах Лонгин выступала за Top Girls Fassa Bortolo.
Лонгин завершила профессиональную карьеру в 2007 году.

## Достижения
1994
3-я на Трофее Альфредо Бинды — коммуны Читтильо
1995
8-й этап Джиро Донне
1997
2-я на Гран-при Либерационе
3-я на Гран-при Кастеназо
1998
3-я на Гран-при Кастеназо
2001
2-я на Чемпионате Италии — групповая гонка
Гран-при Кастеназо
2-я на Гран-при Либерационе
3-я на Гран-при Ченто — Карневале д’Эуропа
2002
Тур Румынии
2-я на Чемпионате Италии — групповая гонка
2003
7-й этап Джиро Донне
3-я на Чемпионате Италии — групповая гонка
3-я на Гран-при Кастеназо
2004
Гран-при Сан-Марино
3-я на Трофео Ривьера делла Версилья
1-й этап Эмакумин Бира
2-й и 5-й этапы Трофи д’Ор
10-я на Кубке мира
2005
2-я на Трофее Альфредо Бинды — коммуны Читтильо
2006
3-я на Гран-при Ченто — Карневале д’Эуропа
3-я на Трофее Альфредо Бинды — коммуны Читтильо

### Статистика выступления наГранд-турах
| Гонка / Год          | 1993 | 1994           | 1995           | 1996           | 1997           | 1998           | 1999           | 2000           | 2001           | 2002           | 2003           | 2004           | 2005           | 2006           |
| -------------------- | ---- | -------------- | -------------- | -------------- | -------------- | -------------- | -------------- | -------------- | -------------- | -------------- | -------------- | -------------- | -------------- | -------------- |
| Женский Тур де Франс | 39   | не проводилась | не проводилась | не проводилась | не проводилась | не проводилась | не проводилась | не проводилась | не проводилась | не проводилась | не проводилась | не проводилась | не проводилась | не проводилась |
| Гранд Букль феминин  | 52   | —              | 78             | —              | —              | DNF            | 62             | 53             | —              | —              | —              | —              | —              | —              |
| Джиро д’Италия Донне | 19   | 54             | 25             | 36             | 63             | 65             | 45             | 38             | 32             | 21             | 17             | 59             | 38             | 61             |

### Рейтинги
| Год                 | 2000 | 2001 | 2002 | 2003 | 2004 | 2005 | 2006  |
| ------------------- | ---- | ---- | ---- | ---- | ---- | ---- | ----- |
| Мировой рейтинг UCI | 51-й | 33-й | 40-й | 39-й | 29-й | 38-й | 116-й |
| Мировой кубок UCI   | 29-й | 92-й | 39-й | 38-й | 10-й | 20-й | 90-й  |
|                     |      |      |      |      |      |      |       |
| Источник: UCI       |      |      |      |      |      |      |       |